# Oltre Selinunte
Oltre Selinunte è un documentario del 2006 diretto da Salvo Cuccia.

## Il film
Il documentario racconta simultaneamente le vicende della seconda parte del XX secolo e dell'antichità di Selinunte, percorrendo il ritorno dell'ex soprintendente alle Antichità della Sicilia occidentale, Vincenzo Tusa, al Parco archeologico da lui creato per salvare dall'incuria e dalla speculazione edilizia uno dei più grandi siti archeologici della Sicilia.
L'opera utilizza un linguaggio audiovisivo di contaminazione tra fiction, videoarte, e nuove forme del racconto documentario, in cui si alternano riprese in Digital Beta, mini DV, 35 mm, e immagini di repertorio, tra cui estratti da vecchi cinegiornali, frammenti da alcuni documentari di Folco Quilici, dal saggio di diploma al Centro Sperimentale di Cinematografia di Fernando Birri, e da filmini super 8 della famiglia di Benni Atria, montatore e co-sceneggiatore del film.
Tra le interviste a storici, archeologi e antropologi, al film partecipa Vincenzo Consolo che, tra le rovine di Selinunte, legge alcuni passi dal suo romanzo Retablo.

### Colonna sonora
La musica originale ha un ruolo importante nel film, ed è tra gli elementi estetici che lo caratterizzano. I brani, tutti di generi diversi tra loro, sono stati realizzati e sincronizzati appositamente sulle immagini.
I musicisti, quasi tutti siciliani, sono:
- Airfish
- Mario Bajardi
- Marco Betta
- Daniele Camarda
- Fred Casadei
- Montefiori Cocktail
- Francesco Cusa
- Giovanni Damiani
- Giovanni D'Aquila
- Gianni Gebbia
- Franco Vito Gaiezza
- Matthew Goodhearth
- Lucio Garau
- Federico Incardona
- Francesco La Bruna
- Francesco La Licata
- Enzo e Lorenzo Mancuso
- Fortunato Patti
- Rocco Pollina
- Dominque Regef
- Marco Saitta
- Thori Sorano
- Pino Veneziano
- Vittorio Villa

### Video installazione
Il 12 giugno 2009 il film è stato presentato nel Parco archeologico di Selinunte. Per l'occasione l'opera è stata rimontata appositamente in tre diverse versioni e con tre piste audio stereo per la proiezione simultanea e sincronizzata su tre schermi. La proiezione è stata accompagnata dal vivo dall'ensemble per archi e voce Curva Minore.

## Festival
- 2007. Big Screen Italia 2007: Docs & Movies. Kunming (Yunnan - Cina).[7]
- 2007. 29º Festival Cinéma Méditerranéen Montpellier: Concorso Documentari. Montpellier (Francia)[8]
- 2007. Full Frame Documentary Film Festival: in Concorso. Durham (Stati Uniti).[9]
- 2007. São Paulo International Film Festival: Perspective. San Paolo (Brasile)[10]

## Riconoscimenti
- 2006. 24º Torino Film Festival, Premio CinemAvvenire: Oltre Selinunte,[4][5] miglior documentario Italiano.[11]

## Pubblicazione in DVD
La versione in DVD è stata pubblicata con sottotitoli in francese, giapponese, greco, inglese, spagnolo e tedesco.
Tra gli extra contiene l'intervista integrale a Vincenzo Tusa, le fotografie di scena di Giuseppe Mineo e una galleria di immagini storiche.